# Plectris pilifera
Plectris pilifera är en skalbaggsart som beskrevs av Moser 1919. Plectris pilifera ingår i släktet Plectris och familjen Melolonthidae. Inga underarter finns listade i Catalogue of Life.